# Premio letterario Corine
Il Premio letterario internazionale Corine (Corine – Internationaler Buchpreis) è stato un riconoscimento assegnato ad autori tedeschi e internazionali "per i risultati letterari eccezionali e il loro riconoscimento da parte del pubblico".
Istituito nel 2001 dall'associazione Börsenverein des Deutschen Buchhandels con il patrocinio del Primo ministro bavarese con l'intento di divulgare la letteratura e promuovere l'industria del libro, riconosceva ad ogni vincitore un trofeo di porcellana "Corine" calco di quello creato da Franz Anton Bustelli nel 1760 appartenente alla Commedia dell'arte.

## Albo d'oro
- 2001 
  - Fiction: Zeruya Shalev, Una storia coniugale (Mann und Frau)
  - Fiction: Henning Mankell, Delitto di mezza estate (Steget efter)
  - Non-fiction: Pascale N. Bercovitch, Das Lächeln des Delphins
  - Non-fiction: Simon Singh, Codici & segreti (The Code Book)
  - Non-fiction illustrata: The Beatles, The Beatles Anthology
  - Libri per bambini: J. K. Rowling, Harry Potter e il calice di fuoco (Harry Potter and the Goblet of Fire)
  - Premio d'onore "per il lavoro d'una vita": Wolf Jobst Siedler, Ein Leben wird besichtigt
  - Premio Rolf Heyne: Manil Suri, La morte di Vishnu (The Death of Vishnu)
  - Premio dei lettori e delle lettrici del Weltbild: Rosamunde Pilcher, Solstizio d'inverno (Winter Solstice)
- 2002
  - Fiction: Paulo Coelho, L'alchimista (O Alquimista)
  - Non-fiction: Waris Dirie, Fiore del Deserto (Desert Flower)
  - Non-fiction illustrata: Jacques Perrin, Il popolo migratore (Le peuple migrateur)
  - Libri per bambini: Astrid Lindgren alla carriera
  - Premio della HypoVereinsBank per libri sull'Economia: Prof. Meinhard Miegel, Die deformierte Gesellschaft. Wie die Deutschen ihre Wirklichkeit verdrängen
  - Premio Rolf Heyne: Sven Regener, Il signor Lehmann (Herr Lehmann)
  - Premio d'onore "per il lavoro d'una vita": Siegfried Lenz alla carriera
  - Premio dei lettori e delle lettrici del Weltbild: Barbara Wood, Terra sacra (Sacred Ground)
- 2003[5]
  - Fiction: Donna Leon, Wilful Behaviour
  - Non-fiction: Inge Jens e Walter Jens, Frau Thomas Mann
  - Non-fiction illustrata: Nina Hagen e Marcel Feige, That's Why The Lady Is A Punk
  - Libri per bambini: Cornelia Funke, Il re dei ladri (Herr der Diebe)
  - Premio della HypoVereinsBank per libri sull'Economia: Hans-Olaf Henkel, Die Ethik des Erfolgs
  - Premio Rolf Heyne: Jonathan Safran Foer, Ogni cosa è illuminata (Everything Is Illuminated)
  - Premio d'onore "per il lavoro d'una vita": Nadine Gordimer alla carriera
  - Premio dei lettori e delle lettrici del Weltbild: Ken Follett, Le gazze ladre (Jackdaws)
- 2004
  - Fiction: Frank Schätzing, Il quinto giorno (Der Schwarm)
  - Non-fiction: Frank Schirrmacher, Das Methusalem-Komplott
  - Libri per bambini: Ulrich Janßen, Ulla Steuernagel, Die Kinder-Uni
  - Premio Rolf Heyne: Louise Welsh, La stanza oscura (The Cutting Room)
  - Miglior Libro sull'Economia: Hans-Werner Sinn, Ist Deutschland noch zu retten?
  - Audiobook: Schönherz & Fleer, Rilke Projekt, 1 bis 3
  - Premio d'onore "per il lavoro d'una vita": Imre Kertész alla carriera
  - Premio dei lettori e delle lettrici del Weltbild: Patricia Shaw, The Five Winds
  - Premio Futuro: Tad Williams, Otherland
- 2005
  - Fiction: Per Olov Enquist, Il libro di Blanche e Marie) (Boken om Blanche och Marie)
  - Non-fiction: Claus Kleber, Amerikas Kreuzzüge
  - Libri per bambini: Kai Meyer, Frostfeuer
  - Premio Rolf Heyne: Eva Menasse, Vienna
  - Miglior Libro sull'Economia: Jeremy Rifkin, Il sogno europeo (The European Dream)
  - Premio d'onore "per il lavoro d'una vita": Walter Kempowski alla carriera
  - Premio dei lettori e delle lettrici del Weltbild: Cecelia Ahern, Für immer vielleicht
  - Audiobook: Helma Sanders-Brahms, Tausendundeine Nacht
  - Premio Futuro: Kurt G. Blüchel, Bionik
- 2006
  - Fiction: Kazuo Ishiguro, Non lasciarmi (Never Let Me Go)
  - Non-fiction: Necla Kelek, Die verlorenen Söhne. Plädoyer für die Befreiung des türkisch-muslimischen Mannes
  - Libri per bambini: Jonathan Stroud, Bartimäus. Die Pforte des Magiers
  - Premio Rolf Heyne: Bertina Henrichs, Die Schachspielerin
  - Miglior Libro sull'Economia: Kurt Biedenkopf, Die Ausbeutung der Enkel
  - Premio d'onore "per il lavoro d'una vita": Amos Oz alla carriera
  - Premio dei lettori e delle lettrici del Weltbild: Diana Gabaldon, Ein Hauch von Schnee und Asche
  - Audiobook: Klaus Maria Brandauer e Birgit Minichmayr, Brandauer liest Mozart
  - Premio Futuro: Tim Flannery, Wir Wettermacher
- 2007
  - Fiction: Wilhelm Genazino, Mittelmäßiges Heimweh
  - Non-fiction: Anne Siemens, Für die RAF war er das System, für mich der Vater - die andere Geschichte des deutschen Terrorismus
  - Libri per bambini: Sergueï Loukianenko, Das Schlangenschwert
  - Premio Rolf Heyne: Harald Martenstein, Heimweg
  - Miglior Libro sull'Economia: Erik Orsenna, Weiße Plantagen – eine Reise durch unsere globalisierte Welt
  - Premio d'onore "per il lavoro d'una vita": Peter Härtling alla carriera
  - Premio dei lettori e delle lettrici del Weltbild: Andrea Maria Schenkel (autore) e Monica Bleibtreu (lettrice) per il libro e audiolibro Tannöd
  - Audiobook: Hape Kerkeling, Ein Mann, ein Fjord
- 2008
  - Fiction: Feridun Zaimoğlu, Liebesbrand
  - Non-fiction: Manfred Lütz, Gott. Eine kleine Geschichte des Größten
  - Libri per bambini: Andreas Steinhöfel, Rico, Oskar und die Tieferschatten
  - Bilderwelten: Nadine Barth, Verschwindende Landschaften
  - Miglior Libro sull'Economia: Paul Collier, The Bottom Billion
  - Premio d'onore "per il lavoro d'una vita": Martin Walser alla carriera
  - Premio Futuro: Muhammad Yunus, Die Armut besiegen
  - Premio dei lettori e delle lettrici del Weltbild: Volker Klüpfel, Michael Kobr, Laienspiel. Kluftingers neuer Fall
  - Audiobook: Henning Mankell, Il cinese (Kinesen)
- 2009
  - Fiction: Mohammed Hanif, Il caso dei manghi esplosivi (A Case of Exploding Mangoes)
  - Non-fiction: Richard von Weizsäcker, Der Weg zur Einheit
  - Libri per bambini: Mirjam Pressler, Nathan und seine Kinder
  - Bilderwelten: Alex MacLean, OVER: The American Landscape at the Tipping Point
  - Miglior Libro sull'Economia: Reinhard Marx, Das Kapital. Ein Plädoyer für den Menschen
  - Premio Futuro: Nicholas Stern, Der Global Deal
  - Audiobook: Fred Vargas, Un luogo incerto (Un lieu incertain)
  - Premio d'onore "per il lavoro d'una vita": Rüdiger Safranski alla carriera
- 2010
  - Fiction: Hans Joachim Schädlich, Kokoschkins Reise
  - Premio del pubblico: Carla Federico, Im Land der Feuerblume
  - Romanzo Young Adult: John Green, Città di carta (Paper Towns)
  - Bilderwelten: Herlinde Koelbl, Mein Blick
  - Miglior Libro sull'Economia: Wolfgang Kersting, Verteidigung des Liberalismus
  - Premio Futuro: William Kamkwamba, Bryan Mealer, The Boy Who Harnessed the Wind: Creating Currents of Electricity and Hope
  - Audiobook: Jo Nesbø, Il leopardo (The Leopard)
  - Premio d'onore "per il lavoro d'una vita": Herbert Rosendorfer alla carriera
- 2011
  - Premio letterario Zeit Publishing: John Burnside, A Lie About My Father
  - Premio del pubblico Klassic Radio: Juliane Koepcke, When I fell from the Sky
  - Premio giovani lettori: Kate de Goldi, The 10 PM Question
  - Bilderwelten: Elke Heidenreich, Tom Krausz, Dylan Thomas
  - Miglior Libro sul Business: Peter Schiff, Andrew J. Schiff, How an Economy Grows and Why it Crashes
  - Premio Futuro: António Damásio, Self Comes to Mind : Constructing the Conscious Brain
  - Audiobook: Axel Hacke, Ursula Mauder, The Best of My Love Life
  - Premio d'onore "per il lavoro d'una vita": Christine Nöstlinger alla carriera